# Janik Schrader
Janik Schrader (* 21. September 1999 in Kiel, Deutschland) ist ein deutscher Handballspieler, der für den deutschen Zweitligisten VfL Lübeck-Schwartau aufläuft.

## Karriere
Schrader erlernte das Handballspielen beim TuS Lübeck 93 und schloss sich später dem MTV Lübeck an. Im Jahr 2017 wechselte er zum VfL Lübeck-Schwartau. In der Saison 2017/18 belegte der Rückraumspieler mit 142 Treffern den dritten Platz in der Nordstaffel der A-Jugend Bundesliga. In derselben Spielzeit kam der Linkshänder sowohl für die zweite Männermannschaft in der Oberliga als auch in der ersten Männermannschaft in der 2. Bundesliga zum Einsatz. Seit der Saison 2018/19 gehört er fest dem Zweitligakader an.
Schrader nahm mit der deutschen Juniorennationalmannschaft an der U-20-Europameisterschaft 2018 teil, bei der er die Bronzemedaille gewann.